# Five Nights at Freddy's (canción)
«Five Nights at Freddy's» es un sencillo del dúo israelí The Living Tombstone basado en el videojuego homónimo de 2014. La canción fue escrita, producida y cantada por Yoav Landau. La canción fue popular en YouTube y alcanzó más de 300 millones de visitas en 2023. Apareció en los créditos finales de la adaptación cinematográfica del videojuego lanzada en 2023 y se le ha atribuido la creación de un subgénero musical orientado en torno a la franquicia Five Nights at Freddy's.

## Antecedentes y lanzamiento
La canción fue creada por el dúo israelí The Living Tombstone, que anteriormente había estado involucrada en la creación de canciones basadas en la franquicia My Little Pony. Después de haber estado involucrado anteriormente en el fandom de esa franquicia, el productor Yoav Landau se enteró del lanzamiento del juego de terror Five Nights at Freddy's en 2014 y de la popularidad que ganó. Después de que Landau jugó el juego por sí mismo, decidió crear una canción basada en él. Landau compuso principalmente la canción con sintetizadores, que CT Jones de Rolling Stone describió como similares a los utilizados por el dúo musical de pop experimental estadounidense 100 gecs. Al comentar sobre la creación de la canción, Landau dijo que "la cultura de Internet se trata de estar ahí primero, ser el primero en hacer un meme sobre algo. En el caso de FNaF, cuando comencé a ver gente hablando de ello, Fue fácil hacer una publicación con una canción y letra sobre el juego, ver cómo se incendiaba y luego se publicaba en YouTube".
Cuando la banda le pidió permiso al creador del juego Scott Cawthon para lanzar la canción debido a que no estaba afiliada a la propiedad, Cawthon les dio permiso para publicar la canción siempre que donaran parte de sus ganancias a organizaciones benéficas. La canción se subió a YouTube sólo tres semanas después del estreno del videojuego y obtuvo millones de visitas poco después. En 2023, durante la comercialización de la adaptación cinematográfica del juego, la canción se interpretó en vivo durante un evento en Jim Henson's Creature Shop. Tras las especulaciones de los fanáticos sobre su inclusión, la canción apareció en la película durante los créditos finales. El día del estreno de la película en Norteamérica, TLT lanzó una nueva versión de la canción, con la etiqueta "Goth Remix".

## Recepción y legado
En YouTube, la canción había obtenido alrededor de 69 millones de visitas en marzo de 2016, 220 millones en junio de 2021 y más de 300 millones en 2023. Después del lanzamiento de la canción, The Living Tombstone creó canciones basadas en el segundo y tercer juego de FNaF, tituladas "It's Been So Long" y "Die In A Fire". Jef Rouner de Houston Press consideró que la primera canción era la más débil de esta trilogía, pero que seguía siendo una "música malditamente espeluznante y un lugar digno para comenzar".
Según CT Jones de Rolling Stone, la canción inició un subgénero de música orientado en torno a la franquicia, "conservando las influencias hiperpop popularizadas por Landau", lo que convierte a la canción en una "parte definitoria de Five Nights at Freddy's para su base de seguidores". Se atribuyó que la canción inspiró a varios artistas, como JT Music y CG5. JT Music describió la creación de canciones basadas en el juego como "otra forma en que los fanáticos podrían recontextualizar y reexperimentar el juego y su historia desde una perspectiva diferente". SlashFilm describió la inclusión de la canción en la adaptación cinematográfica del juego como "un testamento de la popularidad de su base de seguidores" junto con la inclusión de varios gameplays de YouTube, y escribió además que el equipo de producción detrás de la película "No se han olvidado de las personas que hicieron de la propiedad intelectual del juego, una sensación tan valiosa en primer lugar".

## Listas
| Lista                                          | Posición más alta |
| ---------------------------------------------- | ----------------- |
| Estados Unidos Billboard Hot Dance/Electronics | 4                 |